# Lileace, Vrața
Lileace (în bulgară Лиляче) este un sat în comuna Vrața, regiunea Vrața,  Bulgaria. 

## Demografie
Componența etnică a satului Lileace
     Bulgari (96,96%)
     Nicio identificare (2,1%)
     Altele (1,63%)
La recensământul din 2011, populația satului Lileace era de 857 locuitori. Din punct de vedere etnic, majoritatea locuitorilor (96,96%) erau bulgari. Pentru 2,1% din locuitori nu este cunoscută apartenența etnică.